# Острув (Серадзький повіт)
Острув (пол. Ostrów) — село в Польщі, у гміні Бжезньо Серадзького повіту Лодзинського воєводства.
Населення — 457 осіб (2011).
У 1975-1998 роках село належало до Серадзького воєводства.

## Демографія
Демографічна структура станом на 31 березня 2011 року:
|          | Загалом | Допрацездатний вік | Працездатний вік | Постпрацездатний вік |
| -------- | ------- | ------------------ | ---------------- | -------------------- |
| Чоловіки | 231     | 60                 | 147              | 24                   |
| Жінки    | 226     | 55                 | 111              | 60                   |
| Разом    | 457     | 115                | 258              | 84                   |